# Грабовец
Грабовец (словац. Hrabovec) — село і муніципалітет в Бардіївському окрузі (словац. okres Bardejov) Пряшівського краю в північно-східній Словаччині.

## Історія
В історичних документах село вперше згадується в 1338 році.

## Населення
| Рік:            | 1994. | 2004.    | 2014.   | 2024.   |
| --------------- | ----- | -------- | ------- | ------- |
| Кількість осіб: | 451   | 502      | 527     | 496     |
| Різниця:        |       | +11,30 % | +4,98 % | -5,88 % |

| Рік:            | 2023. | 2024.   |
| --------------- | ----- | ------- |
| Кількість осіб: | 495   | 496     |
| Різниця:        |       | +0,20 % |